# John Beverley
John Beverley  es doctor en literatura por la Universidad de California (1972). Empezó como especialista en barroco peninsular, pero hoy en día es más famoso por sus contribuciones a los estudios culturales, subaltenidad, políticas del saber y el testimonio. Fue uno de los fundadores del The Latin American Subaltern Studies Group, en 1993.
Actualmente es profesor distinguido del Departament of Hispanic Languages and literatures de la Universidad de Pittsburgh. Su libro más reciente es Latinamericanism after 9/11 (El latinoamericanismo después del 11 de septiembre).

## Obras
- From Cuba (2002)
- La voz del otro. Subalternidad, testimonio y verdad narrativa(2002)
- Subalternidad y representación, argumentos y teoría cultural (1999)
- Una modernidad absoluta. Estudios sobre el barroco (1998)
- Against Literature(1993)
- Testimonio: sobre la política de la verdad (2010)